# Anand Pillay
Pour les articles homonymes, voir Pillay.
Anand Pillay (né le 7 mai 1951) est un logicien britannique, qui travaille dans le domaine de la théorie des modèles et de ses applications en algèbre et en théorie des nombres.

## Formation et carrière
Pillay a étudié à l'Université d'Oxford (Bachelor en mathématiques et en philosophie, en 1973, au Balliol College) et à l'Université de Londres, où il a obtenu, en 1974, une maîtrise de mathématiques et, en 1978, sous la direction de Wilfrid Hodges au Bedford College, il obtient son doctorat (Gaifman Operations, Minimal Models, and the Number of Countable Models). En tant que chercheur post-doctoral, il était à partir de 1978, en tant que boursier de la Royal Society et universitaire en visite au  CNRS à l'Université Paris-Diderot. Après avoir été chargé de cours à l'Université de Manchester à partir de 1981 puis à l'Université McGill au Canada, il était à partir de 1983, professeur assistant à l'Université Notre-Dame-du-Lac, à partir de 1986 en tant que professeur agrégé et à partir de 1988 avec une pleine chaire. De 1996 à 2006, il était titulaire de la chaire Swanlund de professeur à l'Université de l'Illinois à Urbana-Champaign, où il est aujourd'hui professeur émérite. À partir de 2005, il détient la chaire de mathématiques de l'Université de Leeds (de 2005 à 2008 sur la chaire Marie Curie de l'Union européenne). Il a notamment été chercheur invité à l'Institut Fields à Toronto, au MSRI et à l'Institut Isaac Newton à Cambridge.

## Travaux
Il étudie dans sa thèse de doctorat le nombre de modèles dénombrables dans la théorie des modèles et ensuite, sous l'influence de l'école parisienne de la théorie des modèles il s'intéresse à la théorie de la stabilité. Plus tard, il travaille sur les applications de la théorie des modèles dans d'autres domaines des mathématiques (variétés et groupes de Nash, théorie algébriques des équations différentielles et algèbre différentielle, classification des compactes complexes, géométrie diophantienne).

## Prix et distinctions
Il a été conférencier invité au Congrès international des mathématiciens à Zurich en 1994 (Model theory, differential algebra and number theory). En 2009, il est lauréat des conférences Tarski (« Compact Spaces, Definability, and Measures in Model Theory: The Logic Topology » / « Lie Groups from non standard Models » / « Measures and Domination »). En 2001, il a reçu le Prix de recherche Humboldt de la Fondation Humboldt et a également été en 1988, Humboldt Fellow à l'Université de Kiel et, en 1992, à l'Université de Fribourg-en-Brisgau. En 2011, il est lauréat de la conférence Gödel (First order theories). Il est membre de l'American Mathematical Society depuis 2013.
Il est membre de la Korean Association for Mathematical Logic, depuis 2016, lauréat de l'Asian Logic Conference, à Mumbai en 2015 ; membre de la Société mathématique du Canada depuis 2003.

## Publications
- « Geometric Stability Theory », Oxford University Press 1996
- « An introduction to stability theory », Oxford, Clarendon Press 1983, Dover 2008
- avec David Marker, M. Messmer: « Model theory of fields », Springer 1996
- avec Deidre Haskell, Charles Steinhorn (éd): « Model theory, algebra and geometry », Cambridge University Press 2000
- « Model theory », Notices AMS, Dezember 2000, pdf
- « Model theory and Diophantine Geometry », Bulletin AMS, vol.34, 1997, pp 405